# Marquinhos Cambalhota
Marcos Gomes de Araujo, conhecido como Marquinhos ou Marquinhos Cambalhota (Rio Brilhante, 3 de novembro de 1976), é um ex-futebolista brasileiro que atuava como atacante.

## Carreira

### Operário Ferroviário Esporte Clube
Marquinhos iniciou sua carreira no Operário Ferroviário Esporte Clube da cidade de Ponta Grossa no Paraná.
Marquinhos era caminhoneiro, quando em uma de suas viagens, estava passando pela cidade de Ponta Grossa e seu caminhão quebrou. Enquanto o caminhão estava na oficina ele saiu conhecer a cidade até chegar ao estádio Germano Krüger onde estava ocorrendo uma peneirada. Marquinhos pediu para participar da peneirada, só para descontrair, e acabou sendo aprovado, ingressando ao time profissional do Operário Ferroviário Esporte Clube.

### Apelido
Em jogo pelo Coritiba em 2001, um ocorrido dentro de campo pode ter originado o apelido de "Cambalhota" a Marquinhos, após receber uma falta pela direita, Marquinhos correu até a área para se posicionar, neste momento o então goleiro do Atlético Paranaense Flavio se dirige ao atacante para fazer uma provocação: "Você é um coitado, só faz gol em time pequeno". Após o fato, naquele mesmo lance, Marquinhos fez o gol e se dirigindo à Flavio para comemorar virou uma cambalhota para trás frente ao goleiro. A tal provocação acabou gerando confusão em campo, e saiu cara para o atacante, gerando a expulsão de Marquinhos. No entanto, Marquinhos havia marcado gols em todos os jogos que participou da temporada 2001.

### Japão
Marquinhos teve uma longa passagem no futebol japonês, aonde fez bastante sucesso, tornando-se o maior artilheiro da história do Kashima Antlers, sendo eleito o melhor jogador da J-League em 2008 e conquistando 4 títulos japoneses.
No início de 2011, Marquinhos acertou com o Vegalta Sendai, time de Sendai, cidade atingida pelo tsunami ocorrido em março de 2011.
Traumatizado com o incidente, Marquinhos rescindiu seu contrato com o clube, tendo feito apenas uma partida oficial pela equipe, devido à paralisação do campeonato.

### Atlético Mineiro
No dia 8 de abril de 2011, após consulta ao técnico Oswaldo de Oliveira, ex-treinador do jogador e que passou boas referências, o Atlético Mineiro contratou Marquinhos, num contrato com duração de 2 anos.

### Volta ao Japão
Sem muitas oportunidades no Atlético devido às lesões constantes, Marquinhos acertou seu retorno ao Japão. O jogador irá defender o Yokohama F. Marinos, clube pelo qual já atuou, em 2003.
Em 2014 acertou com o Vissel Kobe também do Japão. Novamente fez sucesso por lá, marcando 43 gols.

### Nota
Existe um atacante homônimo que também se chama Marquinhos Cambalhota que em 2014 assinou contrato com Cianorte.

## Destaques
- J-League Melhor Jogador - 2008

## Títulos
Yokohama F. Marinos
- J-League: 2003

Kashima Antlers
- J-League: 2007, 2008, 2009
- Emperor's Cup: 2007
- Supercopa Japonesa: 2009, 2010

### Artilharias
- Copa da Liga Japonesa de 2013: 7 gols